# Татьяновка (Омская область)
Татьяновка — деревня в Москаленском районе Омской области. В составе Новоцарицынского сельского поселения.

## История
Основана в 1888 г. В 1928 г. село Татьяновка состояло из 233 хозяйств, основное население — белоруссы. Центр Татьяновского сельсовета Москаленского района Омского округа Сибирского края.

## Население
| 1926 | 2010 |
| ---- | ---- |
| 1114 | ↘178 |